# Захворювання Помпе
Хвороба Помпе (ХП) — тяжке, прогресуюче, часто фатальне, спадкове захворювання з системними проявами. Воно відноситься до глікогенозів (глікогеноз II типу) і характеризується недостатністю ферменту лізосомної кислої альфа-глюкозидази (кислої мальтази), функцією якої є деградація глікогену. Кисла мальтаза локалізується в лізосомах, здійснює гідроліз глікогену та інших олігосахаридів до вільної глюкози.
Порушення обміну глікогену супроводжуються її аномальним накопиченням в лізосомах і цитоплазмі міокарда (скорочувальної і провідній системах), скелетних м'язах і печінці, що призводить до незворотних ушкоджень органів і тканин хворого.
Симптоми захворювання можуть проявитися в будь-якому віці — від дитячого до зрілого (інфантильна та юнацька форми).
За характером перебігу виділяють стрімку (зі смертельним результатом на першому році життя) і повільно, але неухильно прогресуючу (зі значним погіршенням стану хворого та/або передчасною смертністю) форми хвороби.